# 定本正志
定本 正志（さだもと まさし、1970年3月7日 - ）は、フリーアナウンサー。元広島ホームテレビ（HOME）アナウンサー、元テレビ埼玉(TVS）アナウンサー。明治大学卒業。岡山県岡山市出身。ライトハウスとマネジメント提携。

## 過去の担当番組

### 広島ホームテレビ
- 西田篤史のテレビランド
- ひょっこり評判テレビ
- Jリーグ中継
- サンフレッチェBOX
- 高校野球中継

### テレビ埼玉
- ごごびん（司会）
- ウィークエンド930（ナレーション）
- 埼玉ドライブナビゲーション（ナレーション）

### その他
- 朝日ニュースター　（報道担当アナウンサー）
- TOKYOホット情報（テレビ東京)　（ナレーション）